# 자 케밥
자 케밥(튀르키예어: cağ kebabı 자 케바브[*])은 양념된 양고기 꼬치를 가로로 뉘어 돌리며 익히는 되네르 케밥(회전구이 케밥)의 일종으로, 야트크 되네르(튀르키예어: yatık döner)로도 불린다.

## 이름
튀르키예어 "자 케바브(cağ kebabı)"는 "회전구이용 꼬챙이"를 뜻하는 "자(cağ)"와 "고기 구이"를 뜻하는 "케바프(kebap)"에 대격 접미사 "-으(-ı)"가 붙어 만들어진 "케바브(kebabı)"를 합친 말이다. "로티서리한 케밥"이라는 뜻이다.
터키어 "자(cağ)"의 어원은 "막대기"를 뜻하는 서아르메니아어 "자흐(ճաղ)"이다. 이는 같은 뜻의 조지아어 낱말 "찰리(ჭალი)"를 차용한 중세 아르메니아어 낱말 "찰(ճաղ)"의 발음이 변한 것이며, 현대 동아르메니아어 발음은 "차흐(ճաղ)"이다.

## 사진

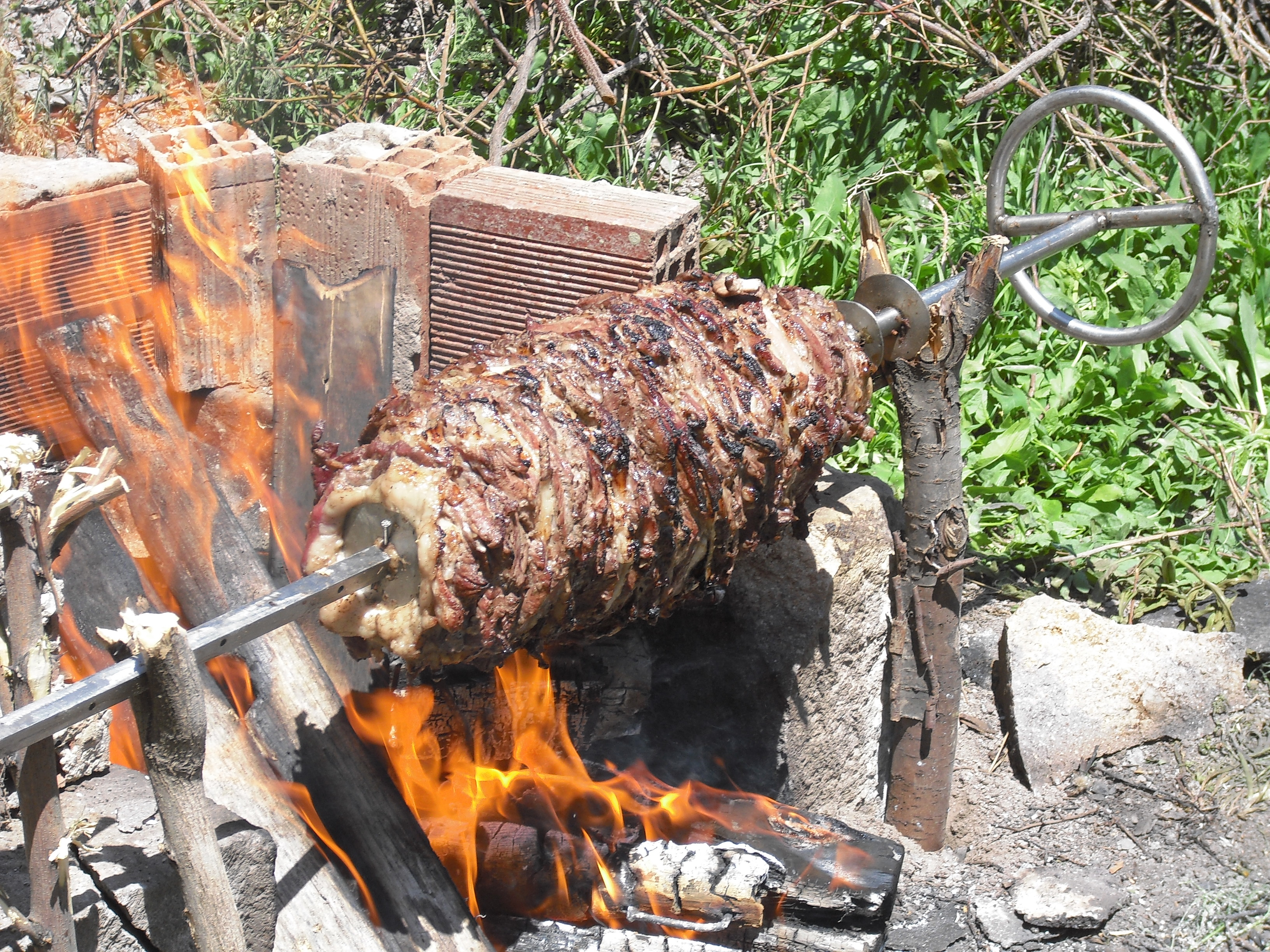
자 케밥을 굽는 모습

## 같이 보기
- 되네르 케밥
- 시시 케밥